# Ringwallanlage Brunfthof

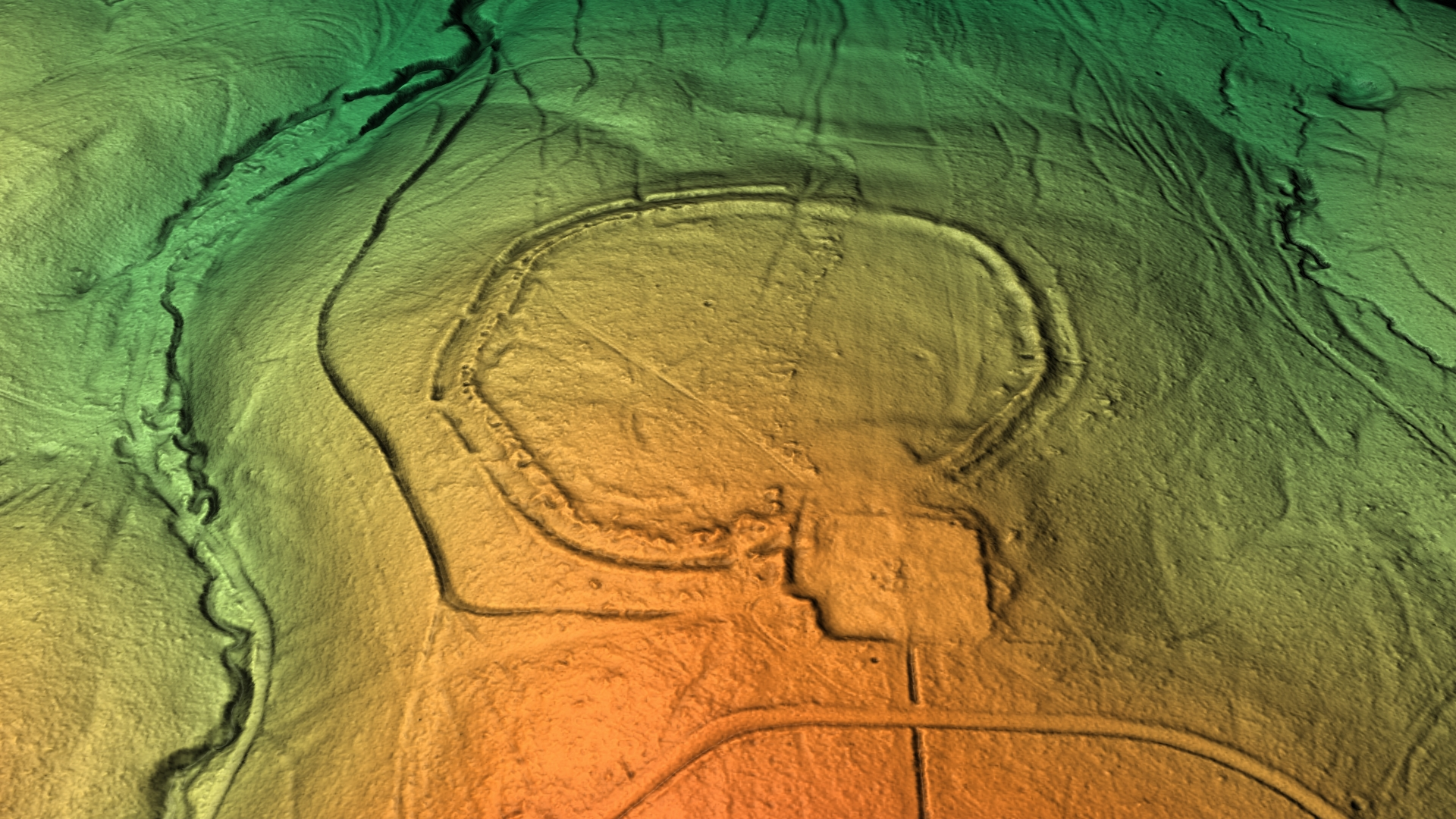
3D-Ansicht des digitalen Geländemodells

Die Ringwallanlage Brunfthof befand sich nördlich von Weimar auf dem Ettersberg im Zentrum eines Jagdsterns in der Nähe vom Schloss Ettersburg bei Ettersburg im Norden des Kreises Weimarer Land in Thüringen. Der Jagdstern hat seine eigene Geschichte.
Die Ringwallanlage wird aufgrund von Keramikscherbenfunden auf das Frühmittelalter datiert. Die Innenfläche von etwa 90 × 180 m war von einer massiven Muschelkalkmauer umschlossen, die beiden Mauerschalen wurden mit Lehm und Bruchsteinen aufgefüllt. Es gab sowohl nach innen als auch nach außen einen Graben, an der Außenseite teilweise als Doppelgraben ausgeführt. Eine Bebauung innerhalb der Wallanlage lässt sich nicht nachweisen.
Die Jagdanlage Brunfthof entstand in den Jahren 1733 bis 1739 unter Ernst August I. und überdeckte teilweise die Wallanlage. Sie diente der Hirschjagd. Bei der Anlage soll es sich um ein turmartiges Bauwerk im Stil der italienischen Renaissance mit umlaufendem Balkon gehandelt haben, dessen unterirdische Pirschgänge in die Schneisen des Jagdsterns hineinliefen. Das Jagdhaus auf dem Brunfthof, in dessen Keller sich eine Alchimistenwerkstatt befunden haben soll, wurde bereits 1748 wieder abgebrochen.
Über den Brunfthof verläuft auch die 1999 angelegte Zeitschneise.